# La venganza de Hércules
La venganza de Hércules (La vendetta di Ercole) es una película de 1960 del subgénero péplum, dirigida por Vittorio Cottafavi y con el culturista Mark Forest (n. 1933) en el papel de Hércules.

## Trama
Hércules lleva a buen término la captura del can Cerbero, pero causa así la ira de los dioses, que maldicen al héroe y aseguran desgracias y sufrimientos para su hijo en caso de que llegue a formar éste parte de una casa real.
Diez años después, Hilo, hijo de Hércules, se enamora perdidamente de Tea, hija de Éurito, rey de Ecalia. Hércules, teniendo presente la maldición, que ha conocido por el oráculo pronunciado por una sibila, se opone con firmeza a la formación de la pareja.
El rey Éurito, queriendo conquistar la ciudad de Tebas, a la que pertenece Heracles, su protector, decide aprovechar la falta de entendimiento entre el padre y el hijo, y utiliza a la esclava Alcinoe para hacer creer a Hilo que su padre está enamorado de la misma muchacha que él. Después, entrega a Alcinoe un frasco de veneno que habrá de ofrecer ella a Hilo diciéndole que se trata de un filtro capaz de hacer desvanecerse el amor de Hércules por Tea.
Otro de los elementos míticos que aparecen distorsionados es la historia de Neso: en la película, un centauro rapta a Deyanira, esposa de Hércules, y la entrega a Éurito.

## Reparto
- Alcinoe: Wandisa Guida (n. 1935).
- Androcles: Philippe Hersent (1908 - 1982).
- Un campesino: Fedele Gentile.
- Un carcelero: Piero Pastore (1903 - 1968).
- Deyanira: Leonora Ruffo (1936 - 2007).
- Un enano: Salvatore Furnari.
- Éurito (en algunos montajes, Euristeo): Broderick Crawford.
- Hércules (en los Estados Unidos, Goliat): Mark Forest (n. 1933).
- Hilo: Sandro Moretti (n. 1931).
- Ismene: Gaby Andreu (1920 - 1972).
- Licas, heraldo de Hércules en la tradición clásica: Nino Milano (n. 1922).
- Polimorfeo: Claudio Undari (1935 - 2008).
- La sibila: Carla Calò (n. 1926).
- Tea, hija de Éurito: Federica Ranchi (n. 1939).
- Timocleo: Ugo Sasso (n. 1910).
- Tíndaro: Giancarlo Sbragia (1926 - 1994).

## Producción y distribución
- La idea original de los productores fue contratar a Steve Reeves, quien rechazó volver a interpretar a Hércules por miedo a encasillarse en el papel que le había dado la fama.

- La representación de las criaturas míticas es obra de Carlo Rambaldi, famoso posteriormente por sus trabajos en E.T., el extraterrestre, Alien, el octavo pasajero y King Kong. Por las dos primeras obtuvo el Oscar.

- En los Estados Unidos, la película fue distribuida por American International Pictures. En ese país, los derechos del nombre de Hércules estaban en posesión de la Universal, por lo que para ser estrenada allí hubo que cambiar el título de la película, que se distribuyó como Goliat y el dragón (Goliath and the Dragon). Se modificó mucho el montaje, y se incluyó una secuencia de paso de manivela con la que se representaba la lucha con el dragón a la que alude el título estadounidense.